# Frans De Roover
Franciscus (Frans) Antonius De Roover (Beerse, 30 september 1854 – aldaar, 24 september 1912) was een Belgisch politicus.

## Levensloop
Hij werd geboren in het gezin van een gemeenteontvanger anex herbergier. In 1877 volgde hij zijn vader na diens overlijden op als herbergier. Op het einde van de 19e eeuw werd hij actief in de bakstenennijverheid. Naast een steenbakkerij had hij tevens een tabaksfabriek onder zijn controle.
Hij werd politiek actief in 1888 en verkozen tot gemeenteraadslid. Hij werd aangesteld als schepen te Beerse op 17 november 1895, een mandaat dat hij uitoefende tot aan zijn aanstelling tot  burgemeester op 27 oktober 1904. Schepenen onder zijn bestuur waren Jan Van Roey (1904 - 1911), Karel Gysels (1904 - 1912) en Eduard Wouters (1911 - 1912).
In 1905 deed hij daarnaast zijn intrede in de Antwerpse provincieraad als opvolger van Jan Smolderen. Om de pol als katholiek kandidaat te winnen mobiliseerde hij tal van Beersenaars, wat hem niet geliefd maakte bij de Turnhoutse katholieke burgerij. Ook het feit dat hij een Vlaamsegezinde meeting ten voordele van de wet Coremans (vernoemd naar Edward Coremans) te Turnhout in 1907 bijwoonde kon bij de burgerij niet op veel bijval rekenen. De Roover bleef burgemeester tot aan zijn dood, hij werd opgevolgd in dit mandaat door Eduard Wouters.
Hij overleed na een heelkundige ingreep.
Zijn zoon Jozef Hippoliet De Roover was ook politiek actief, hij was onder meer gemeenteraadslid te Beerse en Antwerps provincieraadslid.